# 4950 House
4950 House (1988 XO1) là một tiểu hành tinh vành đai chính được phát hiện ngày 7 tháng 12 năm 1988 bởi E. F. Helin ở Palomar.